# وارتلینگ
وارتلینگ (به انگلیسی: Wartling) یک روستا و محله مدنی در بریتانیا است که در Wealden واقع شده‌است. وارتلینگ ۱۱٫۱ کیلومتر مربع مساحت و ۴۴۶ نفر جمعیت دارد.